# Deutsche Gesellschaft für Luft- und Raumfahrtmedizin
Die Deutsche Gesellschaft für Luft- und Raumfahrtmedizin (DGLRM) ist eine 1961 gegründete wissenschaftliche Gesellschaft, die sich der Forschung luft- und raumfahrtmedizinischen Fragestellungen widmet.
Die zivilen und militärischen Mitglieder setzen sich zu rund 90 % aus Medizinern zusammen, die flugmedizinische Untersuchungsstellen führen, flugmedizinisch oder flugphysiologisch im wissenschaftlichen Bereich, in der Raumfahrtmedizin, in der Luftfahrtmedizin, Reisemedizin oder militärisch als Fliegerärzte tätig sind. Seit November 2015 ist der Verein Mitglied der AWMF.

## Aktivitäten
Der in der Satzung niedergeschriebene Zweck der Gesellschaft wird unter anderem realisiert durch:
- Veranstaltungen, wie Fortbildungsmaßnahmen und die wissenschaftlichen Jahrestagunge
- Herausgabe von Publikationen
- Bildung interdisziplinärer Forschergruppen
- Ausschreibung wissenschaftlicher Preise

## Deutsche Akademie für Flugmedizin
Die DGLRM unterhält die Deutsche Akademie für Flugmedizin (DAF) zur Organisation der Aus- und Weiterbildung von Fliegerärzten sowie zur Unterstützung und Durchführung von Forschungsvorhaben.

## Medizinische Leitlinien
Die Gesellschaft beteiligt sich am Leitlinienprogramm der AWMF, unter anderem auch als federführende Organisation.

## Kooperationen
Der Verein ist assoziiertes Mitglied der Deutschen Gesellschaft für Luft- und Raumfahrt e. V. und seit 1972 sogenannte „affiliate Organization“ der Aerospace Medical Association in Washington DC. Enge Kontakte bestehen auch mit dem deutschen Fliegerarztverband (DFV). Die DGLRM ist Gründungsmitglied der European Society of Aerospace Medicine (ESAM).

## Auszeichnungen der DGLRM

### Albrecht-Ludwig-Berblinger-Preis
Der Wissenschaftspreis der Deutschen Akademie für Flug- und Reisemedizin ist nach Albrecht Ludwig Berblinger benannt und wird jährlich vergeben. Der Preis ist mit 10.000 Euro dotiert (Stand 2024).
Preisträger sind:
- 1993: Jörg Fleischer
- 1994: A.-K. Lehr
- 1995: C. Stern, Claudia Bettina Torkler, Sabine Rahmer
- 1996: Hubert Misslisch
- 1997: Matthias Hammer
- 1998: Daniel Martens
- 1999: Rolf Erdmann
- 2000: Tomas Jelinek
- 2001: Klaus-Heiko Wassill, Götz Ardey, Martin Vejvoda
- 2002: Geerd Anders
- 2003: Klaus Peter Loeff
- 2004: Peter Brucker
- 2005: Rainer Spanagel
- 2006: Marc Moritz Berger, Christiane Hesse
- 2007: Claudia Höhne, Alexander Choukér
- 2008: Tanja Niederl
- 2009: Marc Moritz Berger, Carla Ledderhos
- 2010: Mathias Basner
- 2011: John L. Barbur, Matthias Hölzl
- 2012: Ines Kaufmann
- 2014: Sonja Brungs
- 2015: Philipp Zanger
- 2018: Oliver Ullrich, Cora Thiel
- 2019: Florian Schmidt-Skipiol, Eva-Maria Elmenhorst
- 2022: Anja Faulhaber
- 2024: Tommaso Zaccaria[8]

### DGLRM-Wissenschaftsmedaillen
unter anderem verliehen an:
- Klaus-Dietrich Flade
- Sigmund Jähn
- Ulf Merbold